# Kastanjeprinsessan

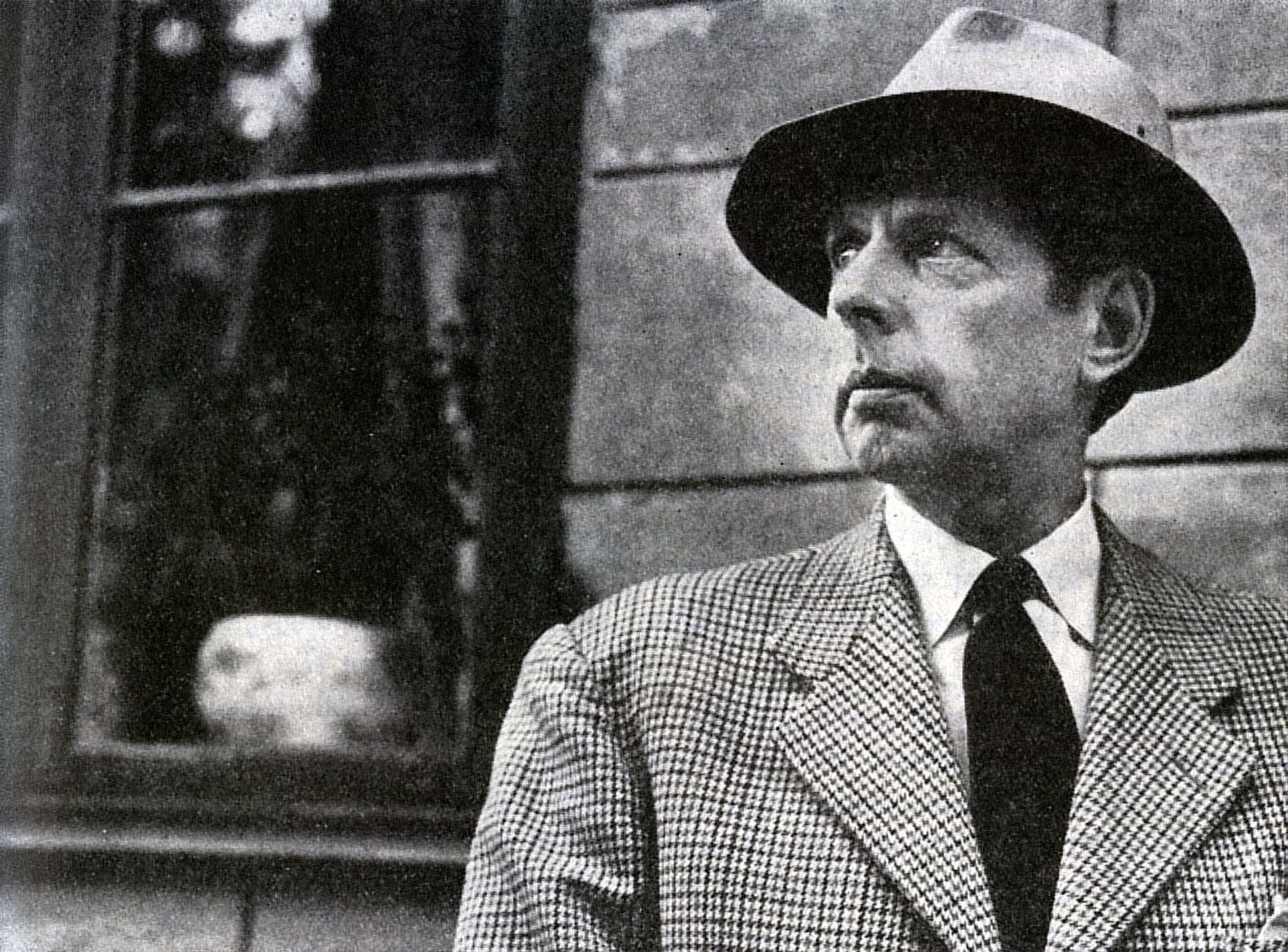
Bokens författare, Gösta Gustaf-Janson.

Kastanjeprinsessan är en roman skriven av Gösta Gustaf-Janson och utgiven 1961. Romanen är del två i en trilogi där  Pärlemor utgör del ett och Kung Vankelmod utgör del tre.

## Handling
Huvudpersonen Jan är en man i trettioårsåldern, som lever med sin mor i en våning på Karlavägen i Stockholm. Det är hösten 1938 och andra världskriget ligger inte alltför långt bort. Jan arbetar som radiorecensent på en tidning och har en kärleksaffär med en journalistkollega – Helena. Detta förhållande är inte det bästa. Jan och Helena är två vitt skilda personligheter och Helena kritiserar Jan för att han är vankelmodig och Jan, med sin överklassbakgrund, tycker Helena är vulgär. Förhållandet spricker. Jan träffar Aina ("kastanjeprinsessan") som är av enklare börd, men känslorna för Aina är starka och äkta, känner Jan.
Jans mor – Signe ("Pärlemor") - är en överbeskyddande och dominant modersfigur med klara neurotiska drag. Hon oroar sig för att Jan och Jans bror Klemens ska bli inkallade till Norrland då kriget tycks komma närmare. Hon tar in på Söljefors Vattenkuranstalt för att vila upp sig och de båda sönerna kommer dit för att hälsa på henne. Signe är till en början avogt inställd till att Jan valt en flicka av enklare börd, men mjuknar då hon inser att Aina är en god och redig människa.
Signe är änka efter Markus Waebel, en industriägare som efterlämnade industri och kapital och även en del skattemässiga oegentligheter, vilket Jan mår dåligt av. Han vill att allt ska gå riktigt till, skatten betalas, och Jan kräver att alla papper ska gås igenom. Det visar sig snart att det inte är så lätt att bara betala in all skatt som undanhållits; detta måste göras i små etapper under flera år för att inte skatteverket ska ana oråd. Detta samt det faktum att Aina inte är bildad, såsom Jan är, gör honom ännu bistrare. "Hur ska det här gå egentligen?" frågar Jan sig själv i slutet av boken och har då sitt och Ainas förhållande i åtanke.
Romanen ger en inblick i dåtidens överklass och Gösta Gustaf-Janson visar genom en rad psykologiska dilemman för romanens huvudpersoner att livet inte är lätt, även om man har kapital och tillhör överklassen.

## Källa
- Gustaf-Janson, Gösta (1961). Kastanjeprinsessan. Stockholm: Albert Bonniers Förlag. Libris 7146221. ISBN 91-0-044654-8